# Leïla Lejeune-Duchemann
Leïla Lejeune-Duchemann; z domu: Leïla Lejeune (ur.  16 marca 1976 r. w Le Porcie),  była francuska piłkarka ręczna, reprezentantka kraju, rozgrywająca. 
Mistrzyni Świata z 2003 r. z Chorwacji oraz wicemistrzyni Świata z 1999 r. z Danii i Norwegii.
Karierę sportową zakończyła w 2005 r.

## Sukcesy
- Mistrzostwa Świata:
  -  2003
  -  1999

## Nagrody indywidualne
- 2001: najlepsza lewa rozgrywająca mistrzostw Świata